# Кэмари

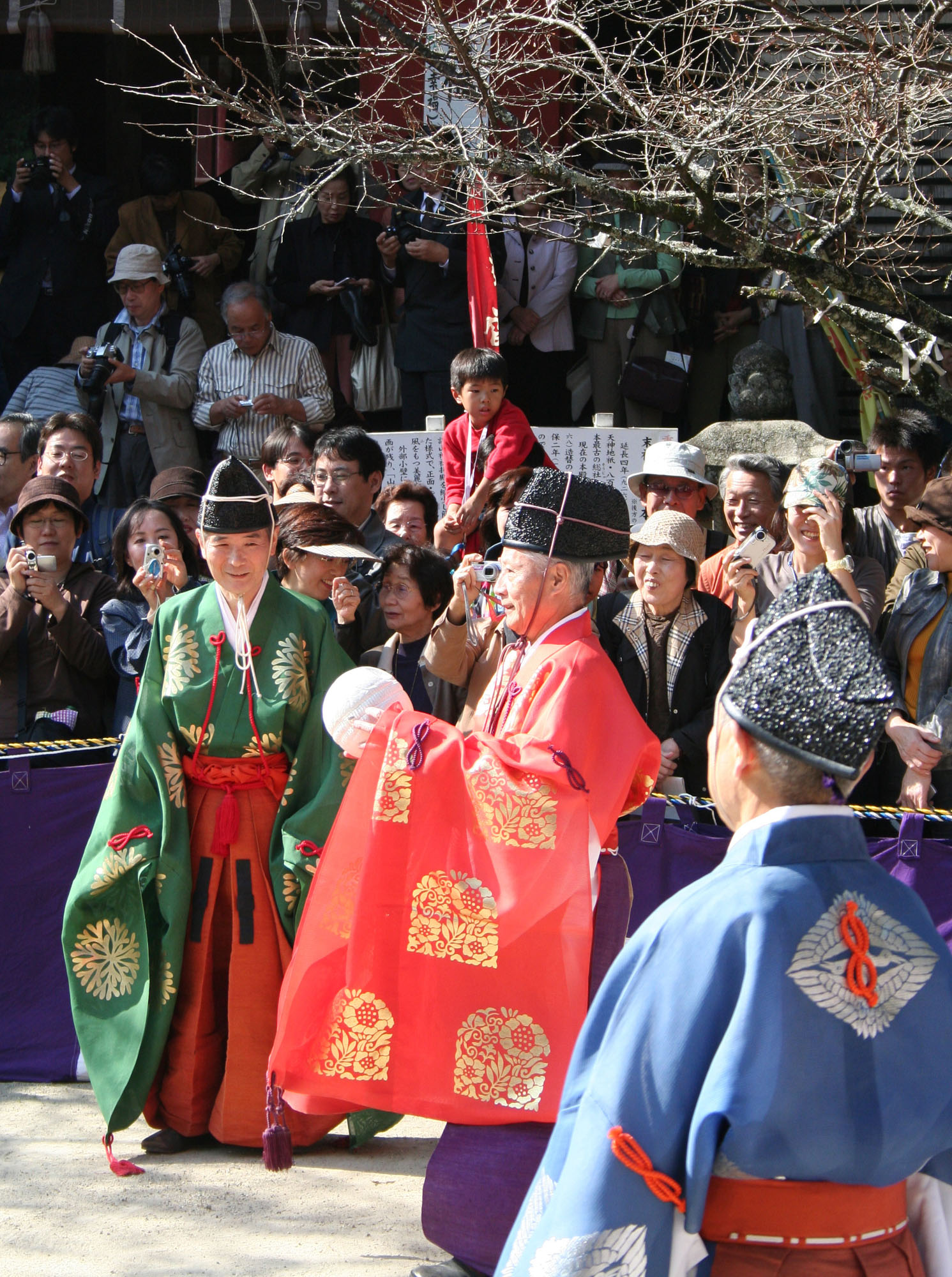
Фестиваль игры в Кэмари в храме Дандзан-дзиндзя

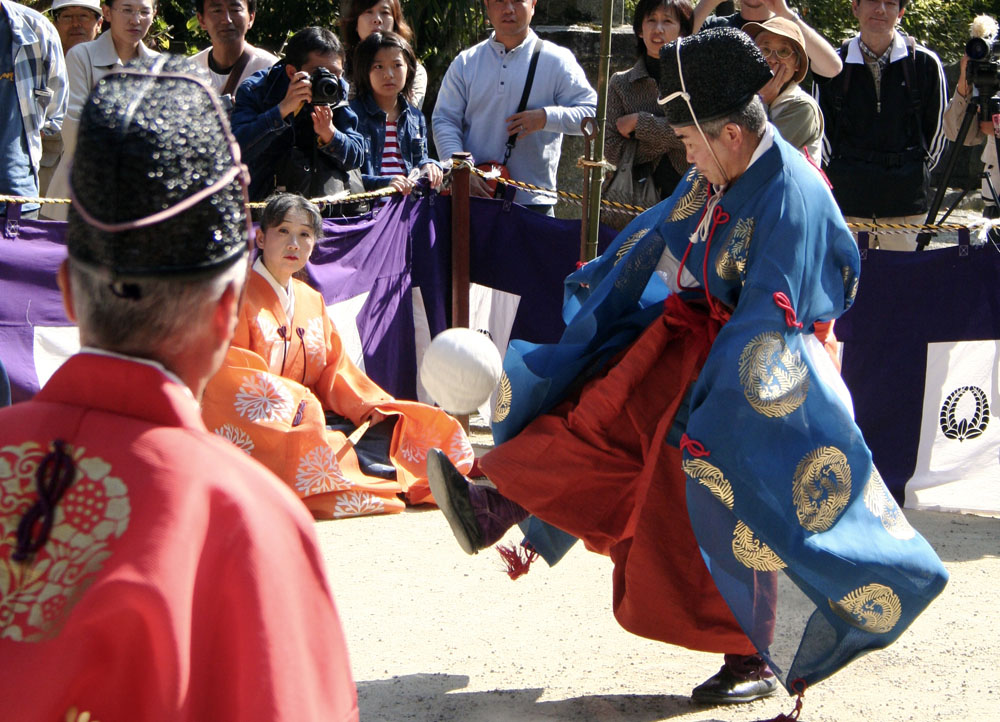
Марияси удерживает мяч в воздухе

Кэмари (яп. 蹴鞠) — разновидность футбола, игра, популярная в Японии во время периода Хэйан. Сейчас Кэмари вновь пользуется популярностью.

## История
Первое упоминание об игре встречается в 644 году нашей эры. Правила игры устоялись в 13-м веке. Кэмари стал первым повсеместно развитым видом спорта в Японии .
Возможно, на игру оказал влияние китайский вид спорта Цуцзю. Иероглифы в китайском языке, означающие «Кэмари», те же самые, что и  Цуцзю. Китайская игра пришла в Японию около 600 года, в Период Асука.
В наше время в Кэмари играют в синтоистских святилищах во время фестивалей.

## Описание
Кэмари является хорошим физическим упражнением для всего тела для людей всех возрастов. В игре нет победителей и побежденных, поэтому в неё играют для получения удовольствия от самой игры и от наблюдения за игроками.
Цель игры — сохранить мяч в воздухе, с помощью командных действий нескольких игроков. Игроки могут пользоваться головой, ступнями, коленями, спиной, и, иногда разрешается, плечами. Мяч, который называют Мари, сделан из оленьей кожи, с мехом вовнутрь и шкурой наружу. Для придания мячу формы он набивается ячменным зерном. Когда кожа грубеет, и мяч принимает свою форму, зёрна убираются из мяча, и он сшивается полосками конской кожи. Тот, кто ударяет мяч, называется марияси. Хороший марияси должен уметь лёгкими ударами контролировать мари и не давать ему коснуться земли.
Играют в Кэмари на плоской земляной площадке, занимающей около 6-7 квадратных метров Одеваются игроки в исторические костюмы периода Хэйан, включающие шапку в виде вороньей головы. Этот костюм называется каригину, и сейчас уже давно не в моде.

## Кэмари в культуре
- Персонаж Инуяся, в третьем полнометражном фильме «Swords of an Honorable Ruler» аниме «Инуяся», упоминает, что он играл в Кэмари, когда был маленьким.
- В серии игр «Samurai Warriors», от издателя «Koei», Имагава Ёсимото пользуется кэмари как оружием, вместе со своим мечом.
- В аниме и манге Soul Eater, персонаж Цубаки вспоминает об игре в Кэмари с её старшим братом, в детстве.
- В аниме BLEACH, персонажи играют в Кэмари в эпизоде 205.
- В аниме «Повесть о Гэндзи» персонажи играют в Кэмари.
- Джордж Буш-младший играл в Кэмари в один из своих президентских визитов в Японию[3][4][5].
- В компьютерной игре Sekiro: Shadows Die Twice на локации "Дворец первоисточника" присутствуют противники, которые пользуются кэмари как оружием.